# 都市計画図
都市計画図（としけいかくず）とは、地方公共団体がその行政区域内の都市計画の内容を示した地図である。通常、地形図（白図）に空中写真判読により家形などを追加し、都市計画道路の位置、用途地域の色分けなどを書き加えている。縮尺は地方公共団体の面積によっても異なる（5万分の1、2万5千分の1、1万分の1など）。一般に当該地方公共団体で有償配布している。
地方公共団体で、複数の都市計画図を発行していることもある。例えば、市街化区域、市街化調整区域、地域地区（用途地域、特別用途地区、高度利用地区、特定街区、美観地区など）、建ぺい率・容積率などを記した地域地区図と、都市計画道路などの都市施設を記した都市施設図を別々に作成している例もある。
都市計画法第14条に定める「都市計画図書」（総括図・計画図）や、都市計画法第6条に規定する基礎調査を行うに当たって必要となる基図（しばしば「都市計画基図」などと呼ばれるが正式な法律用語ではない）とは異なる。

## 都市計画図でよく用いられる用語
都市計画図に関連し、正式な法律用語ではないがよく用いられる用語が多い。

### 線引き
都市計画区域を市街化区域と市街化調整区域に区分すること、またその地域。

### 非線引き
都市計画区域中の、市街化区域と市街化調整区域に区分していない地域。

### 白地地域
1. 市街化調整区域
2. 非線引き都市の用途地域を指定していない区域

を指す。

### 田の字地区
奈良市または京都市市中心部（田の字地区参照）の通称。大路小路が「田」の字型に交差していることから使われている。御池通から五条通、堀川通から河原町通に挟まれた地域。